# Isolde Beidler

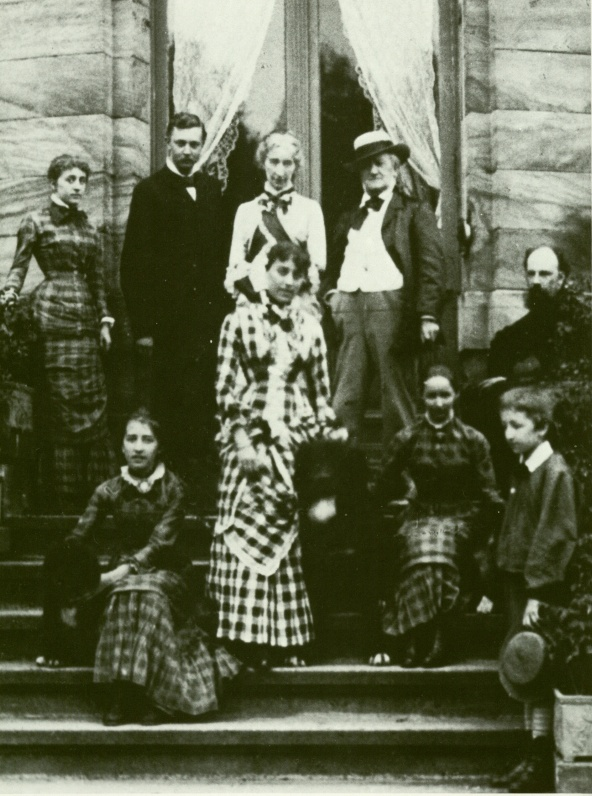
Richard Wagners Familie, August 1881
von links oben: Blandine, Heinrich von Stein (Siegfrieds Hauslehrer), Cosima, Richard, der Maler Paul von Joukowsky
unten: Isolde, Daniela, Eva, Siegfried.

Isolde Beidler (* 10. April 1865 in München als Isolde Josefa Ludovika Freiin von Bülow; † 7. Februar 1919 ebenda) war eine Tochter von Richard und Cosima Wagner, Gattin des Dirigenten Franz Beidler und Mutter des Schriftstellers Franz Wilhelm Beidler.

## Leben

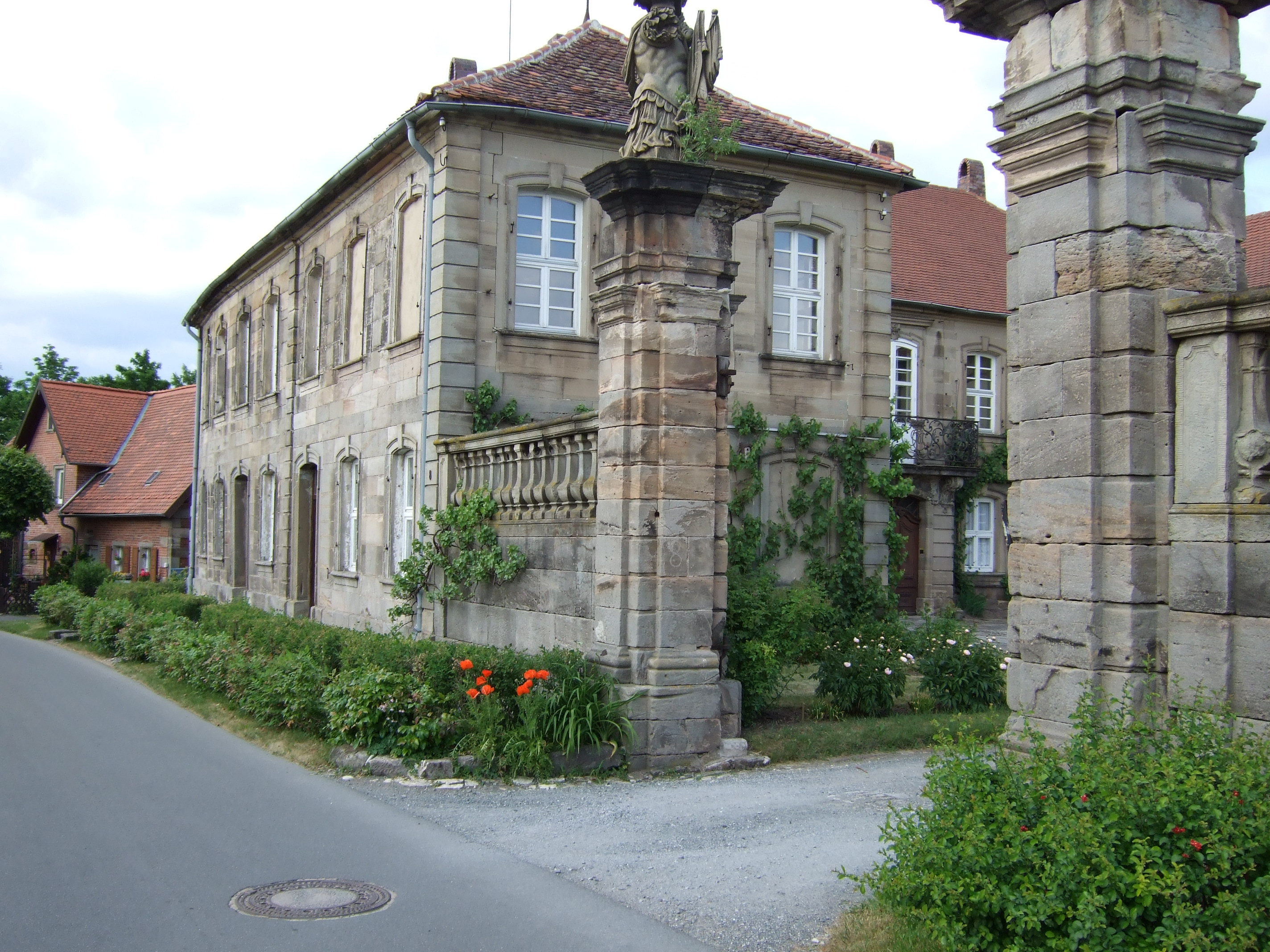
Schloss Colmdorf bei Bayreuth

Isolde war eine Tochter Richard Wagners. Ihre Mutter Cosima war aber noch (bis 1870) mit Hans von Bülow verheiratet, der das Kind als seines anerkannte. Deshalb konnte sie gemeinsam mit ihren Schwestern Daniela und Blandine 1894 das Erbe Hans von Bülows antreten. Isolde war Cosimas Lieblingstochter. Für ihren Vater Richard zeichnete sie zu dessen 67. Geburtstag die 65 „Rosenstöcke-Bilder“ mit Szenen aus seinem Leben. Ihre zahlreichen Verehrer behandelte Isolde schnippisch, so auch Houston Stewart Chamberlain, den sie „Glotzauge“ nannte. Später war er einer derjenigen, die die Isolierung Isoldes vorantrieben.
Im Dezember 1900 heiratete die 35-jährige Isolde ihren Gesangslehrer, den 28-jährigen Dirigenten Franz Beidler. Das Paar übersiedelte ins Schloss Colmdorf bei Bayreuth. Dort wurde am 16. Oktober 1901 Richard Wagners erster Enkel Franz Wilhelm Beidler geboren. Das Paar lebte von 1902 bis 1905 in Moskau und St. Petersburg. 1906 kam es zwischen Cosima Wagner und dem ehrgeizigen Franz Beidler zum Streit. 1912 übersiedelte das Paar von Colmdorf nach München zum Prinzregentenplatz 16. Isolde erhielt aber weiterhin einen Anteil am Einkommen der Familie (ca. 12.000 Mark) und außerordentliche Unterstützungen wie z. B. Übersiedlungskosten.

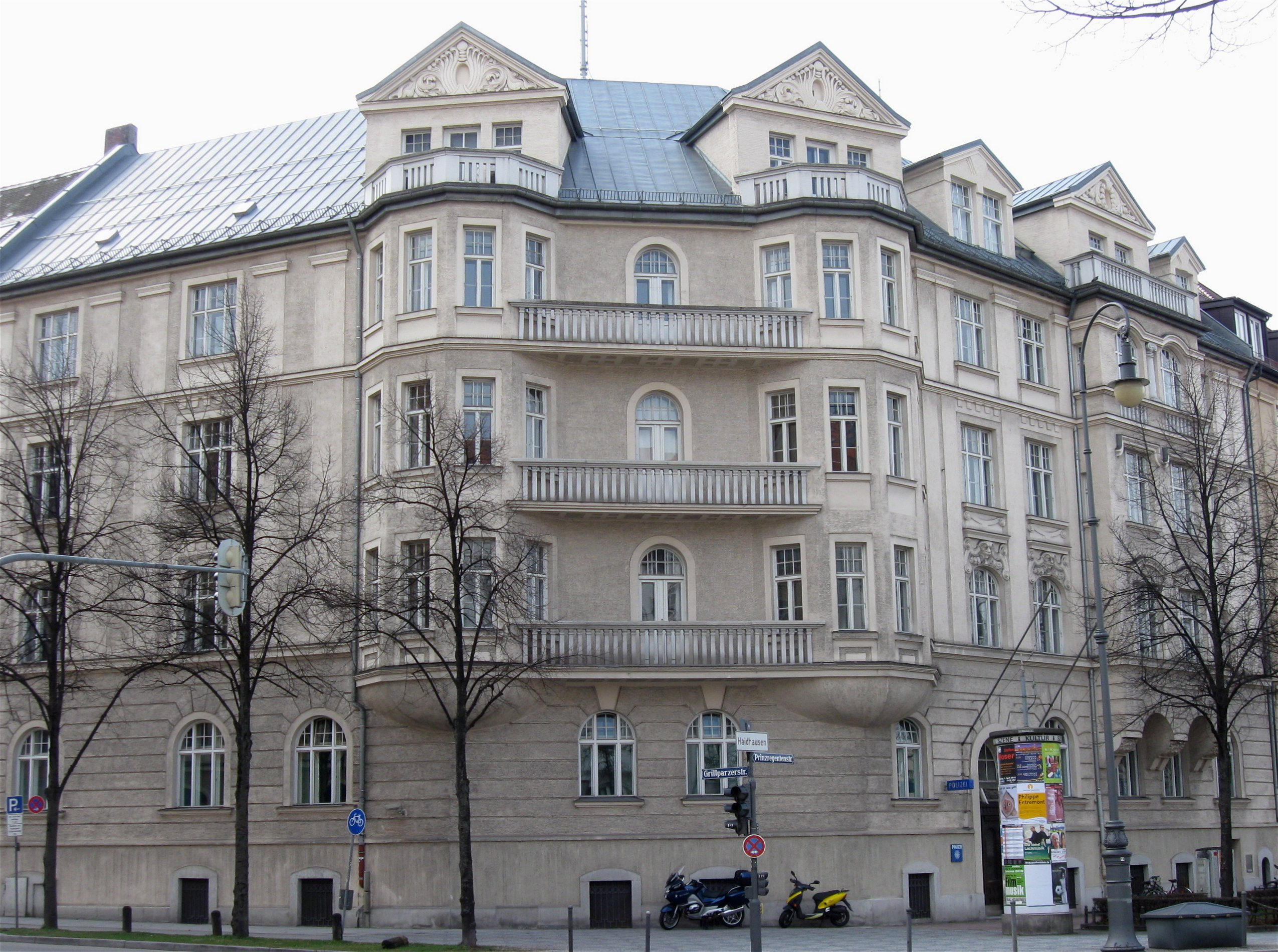
Wohnhaus am Prinzregentenplatz 16 in München, später (ab 1929) auch das Wohnhaus von Adolf Hitler

Als sich 1913 nach Ablauf der Urheberrechte am Werk Richard Wagners die Einkommenssituation der Familie Wagner verschlechterte, ließ Siegfried Wagner die „freiwilligen Subsidien“ seiner Schwester Isolde auf 8000 Mark reduzieren. Nachdem Drohungen nichts genutzt hatten, reichte Isolde am Bayreuther Landgericht einen Erbschaftsprozess gegen ihre Mutter ein.
Der Prozess endete am 19. Juni 1914 mit der Zurückweisung der Klage. Isolde musste die Prozesskosten tragen und zog sich verbittert zurück. Nur mit ihrer Schwester Daniela hatte sie noch Kontakt. Die Ehe mit Franz Beidler blieb trotz dessen Affären (drei außereheliche Kinder mit zwei Frauen) aufrecht.
Bereits im Bayreuther Krankenhaus hatten die Ärzte bei ihr ein schweres Lungenleiden (Tuberkulose) diagnostiziert. In München angekommen, verschlechterte sich die Krankheit, die zunächst in Partenkirchen, später in Davos behandelt wurde. Sie verstarb 1919 in ihrer Münchener Wohnung.

## Vaterschaft
Die Vaterschaft Richard Wagners ist heute anerkannt. Im Erbschaftsprozess gegen ihre Mutter (Beidler-Prozess) konnte Isolde die Abstammung von Richard Wagner nicht nachweisen. Cosima bestritt schriftlich wider besseres Wissen Wagners Vaterschaft. Ihre Aussage ist die Konsequenz ihrer entsprechenden Erklärung gegenüber Ludwig II. Isolde wurde im Taufregister als eheliche Tochter von Hans und Cosima von Bülow eingetragen, Richard Wagner fungierte als Taufzeuge. Im Gegensatz zu ihrer Schwester Daniela sprach Isolde Hans von Bülow nicht als Vater, sondern als Herr Bülow an. Im Gegensatz zu Blandine und Daniela wurde sie nicht in ein Internat geschickt, sondern gemeinsam mit Eva und Siegfried von Hauslehrern erzogen.